# 7 (альбом O.S.T.R.)
7 — сьомий студійний альбом польського репера O.S.T.R., випущений 24 лютого 2006 року лейблом Asfalt Records. Всі треки спродюсовані самим O.S.T.R., окрім № 16 — Zeus.

## Список композицій
1. «Intro» — 5:37
2. «Uwolnij To W Sobie» — 3:21
3. «Klub» — 4:12
4. «Biegnij» — 2:55
5. «Mówię Co Widzę» — 3:17
6. «Złość» — 3:40
7. «Rugby» (feat. Kochan) — 3:13
8. «O Robieniu Bitów» — 2:21
9. «Otwieram Drzwi» — 4:18
10. «Milion Euro» — 3:28
11. «Wydaj Mnie» (feat. Hryta) — 3:51
12. «Opowieść» — 3:06
13. «Kioskowy Skit» — 1:29
14. «Polskie Komedie» — 2:49
15. «… (Zapomniałem Tytułu)» — 4:03
16. «Więcej Decybeli By Zagłuszyć…» (feat. Zeus) — 5:36
17. «PRL Kontrast» — 3:58
18. «Co Się U Nas Dzieje?» — 2:38
19. «Perfect City» (feat. Tame One, Dan Fresh, Reps) — 3:35
20. «Czy Warto?» — 3:18
21. «Jedna Chwila» — 3:52
22. «Ku Krytyce» — 3:00